# アラスカン・マラミュート
アラスカン・マラミュート(Alaskan Malamute)は、犬の品種のひとつ。スピッツ系に属する犬で、アラスカ州西部のスワード半島を主産地とする。外観からシベリアン・ハスキーと混同されるが、多くの面で異なる特徴を有する。

## 歴史
アラスカ西部の海岸地方で暮らすエスキモーのマラミュート族が長期にわたって飼育していた労働犬で、そり引きや狩猟、漁業に従事していた。その起源をたどると、シベリアを原産地とするサモエドやシベリアン・ハスキーなどと同系統となる可能性があるが、確証はない。18世紀に入ってアラスカに上陸した白人によって、当地の厳しい寒さの中でも精力的に活動する犬の存在が感嘆をもって文明圏に紹介される。それまで純粋性を保っていたアラスカン・マラミュートだが、ゴールドラッシュでアラスカに大量の白人が流入すると、賞金をかけた犬ぞりレースが盛んになり、より速く走る犬を作出するために、あるいはただ単に多くの犬を供給するために、他犬種との雑交が流行する。その結果、純粋なアラスカン・マラミュートの血統は衰退するが、1926年以降、アメリカ国内で純粋犬保存の機運が高まり、愛好家によって伝統的なアラスカン・マラミュートの改良が始まった。日本では、のちに埼玉愛犬家連続殺人事件で逮捕されたペットショップ経営者が広めたとされる。

## 特徴
体高よりも体長がやや長い形をしており、がっしりとした骨格と筋肉質のボディは北方犬特有のものである。骨量が豊富で、深い胸、力強い肩を有し、筋肉質の四肢は強靭で持久力があり、極地での過酷な作業に適応している。軽快で安定した歩様は、非常に効率的で、長時間のそり引きを可能にしており、理想的なそり犬としての評価は今もって健在である。シベリアン・ハスキーと比べると、全体的に丸みを帯びた容姿は、大型犬にしてはコンパクトな印象を与え、やや小さめの立ち耳、巻き尾、茶色の目を有する。二重構造の被毛は極寒に耐えるため、油性を帯びた羊毛状の下毛が皮膚に分厚く密生して体温の拡散を防ぎ、上毛はそれを保護するのに十分な長さと硬さを備えた粗毛となっている。羽飾りのようにも見える巻き尾は特に被毛が豊富で、極寒の屋外で眠るときに顔を覆い、寒さから身を守るのに役立つ。毛色は明るいグレーから黒までの色合いで、下腹部や脚の一部などに白のマーキングが入る。顔のマーキングは顕著な特長となっており、常に白が優勢である。成犬の体重は、牝34キログラム前後、牡38キログラム前後、体高は牝58センチメートル前後、牡63センチメートル前後になる。オオカミに似た外観と鋭い目を有するが、性格は穏やかで愛情深く、人に対する親和性に優れており、忠実で献身的なコンパニオン・ドッグとなる資格を十分に備えている。